# Assault Rigs
Assault Rigs es un juego de combate vehicular desarrollado y distribuido por Psygnosis y lanzado en 1996 para los sistemas operativos compatibles con MS-DOS y PlayStation. Fue lanzado un año después que la Sega Saturn en Japón. El juego toma lugar en el futuro, donde el deporte real ha sido superado por el deporte virtual, siendo Assault Rigs el más popular; un simulador de tanques dentro de un entorno virtual 3D.
El objetivo del juego es recolectar todas las gemas en un nivel destruyendo o eludiendo a los enemigos hasta llegar a la salida. Existen 42 niveles con rampas, elevadores, pasarelas, fosas, bloques movibles y barras de empuje. También existen 20 potenciadores de armas, virus y sonido Dolby Surround. Los niveles tienen 4 temáticas: VR, industrial, militar y guerra.
Assault Rigs puede usar el PlayStation Link Cable que permite a dos jugadores conectar dos PlayStations y jugar uno contra uno en dos televisores. 15 niveles adicionales estarán disponibles cuando se use el cable. La versión de MS-DOS dispone de multijugador que se puede jugar con comunicación serial (de a dos jugadores) o en red (hasta ocho jugadores).
THQ planeó lanzar la versión de Saturn del juego en EE. UU., pero posteriormente retiró su apoyo a la Saturn debido a su presencia decreciente en el mercado.

## Jugabilidad
Los jugadores controlarán su tanque para recolectar todas las gemas en el nivel y llegar al final de cada uno de los 42 niveles. En la versión de Saturn, todos los niveles fueron los mismos que aquellos de las versiones de PlayStation y PC, pero se les dieron nombres diferentes. A lo largo del camino, podrán recolectar varios tipos de armas, desde misiles hasta minas terrestres. En cada nivel, deberán hacerle frente a varios enemigos, desde torretas hasta tanques. Los enemigos aéreos llamados «virus» también atacarán al tanque del jugador, mientras que los obstáculos como las puertas eléctricas y las minas enemigas habitarán en cada nivel. También existen elementos de resolución de puzles como empujar bloques y construir puentes.

## Recepción
GamePro le dio a la versión de PlayStation una reseña mixta. Criticaron los controles hipersensibles, la falta de multijugador con pantalla partida, el parpadeo de los fondos, y la música inapropiada, pero elogiaron la jugabilidad diversa, el enfoque en la resolución de problemas, y los gráficos futuristas, concluyendo que «pasar por Assault Rigs será muy divertido para aquellos que les guste pensar un poco además de disparar». Maximum le dio crédito al juego por sus «diseños de niveles cada vez más complejos» y la distracción de los niveles de las arenas, pero aseguró que «este juego, aunque suene muy entretenido en teoría, desafortunadamente tiene una variedad de problemas en la práctica», citando los malos ángulos de la cámara, los gráficos con fallos, y un progreso demasiado fácil y lineal. Tanto GamePro y Maximum compararon al juego favorablemente con Cyber Sled. La breve reseña de Next Generation lo consideró poco emocionante y lo puntuó con dos de cinco estrellas. Ofreciéndole al juego un puntaje de 76/100, Scott Gehrs de Computer Game Review escribió que «no se me ocurre un mejor juego para jugar cuando tienes algo de tiempo para matar».

## Reseñas
- Australian Realms #29[11]